# ستيفن هالبرين
ستيفن هالبرين هو رياضياتي كندي، ولد في 1 فبراير 1942 في كينغستون في كندا.